# Abrophila whitei
Abrophila whitei là một loài ruồi trong họ Asilidae. Abrophila whitei được Daniels miêu tả năm. Loài này phân bố ở miền Australasia.